# Human coronavirus NL63
Human coronavirus NL63 ('HCoV-NL63') er en art af coronavirus i underslægten Setracovirus i slægten Alphacoronavirus. Den blev identificeret i Nederlandene i slutningen af 2004 i et syv måneder gammelt barn med bronchiolitis

Virussen er en indkapslet, enkeltstrenget (single-stranded) RNA-virus med positiv sense, der trænger ind i værtscellen ved at binde til ACE2-receptoren.
Infektion med virussen er bekræftet over hele verden og kan sættes i forbindelse med mange almindelige symptomer og sygdomme, fra milde til moderat alvorlige øvre luftvejsinfektioner, alvorlig infektion i de nedre luftveje, strubehoste og bronchiolitis.
Virussen findes primært hos små børn, ældre og immunkompromitterede patienter med akut luftvejssygdom. I tempereret klima kan det tillige være sæsonbestemt. En undersøgelse udført i Amsterdam estimerede tilstedeværelsen af HCoV-NL63 i ca. 4,7% af de almindelige luftvejssygdomme.
Virussen viste sig at stamme fra flagermus og inficerede paradoxurus.
HCoV-NL63 er en af syv kendte coronavirus der kan inficere mennesker: HCoV-229E, HCoV-OC43, HCoV-HKU1, MERS-CoV, den originale SARS-CoV (eller 'SARS-CoV-1') og SARS-CoV-2 fra 2019/2020. Det anslås at der skete en afvigelse fra HCoV-229E for omkring 1000 år siden, og at virussen sandsynligvis har cirkuleret blandt mennesker i århundreder.
Udviklingen af HCoV-NL63 ser ud til at have involveret rekombination mellem en tidligere (en: 'ancestral') NL63-lignende virus, der cirkulerer i afrikanske Triaenops afer-flagermus og en CoV 229E-lignende virus, der cirkulerer i Hipposideros-flagermus.
Rekombinerede virus kan opstå, når arvemassen for to virus − viralgenomet − er til stede i samme værtscelle.